# Старое Дуваново
 Старое Дуваново  (чув. Тӑваньел) — село в Дрожжановском районе Татарстана. Входит в состав Алёшкин-Саплыкского сельского поселения.

## География
Находится в юго-западной части Татарстана на расстоянии приблизительно 9 км на северо-восток по прямой от районного центра села Старое Дрожжаное на речке Малая Цильна.

## Религия
Согласно архивным данным, с 8 февраля по 26 марта 1856 г. рассматривалось "Дело по ходатайству чувашской дер. Дувановки Буинского уезда о разрешении магометанского вероисповедания", что указывает на то, что в деревне случались переходы чувашей в ислам.  

## История
Основано по местным данным еще в период Казанского ханства. В письменных источниках фигурирует с 1879 года. В начале XX века имелись школа, лавки, 4 мельницы.

## Население
В селе числилось в 1879 году 256 человек, в 1896—342, в 1911—533, в 1989—298. Постоянное население составляло 265 человек (чуваши 94 % в 2002 году), 257 в 2010.